# سیگما آلیمنتوس
سیگما آلیمنتوس (انگلیسی: Sigma Alimentos) شرکت صنایع غذایی مکزیکی است، که در سال ۱۹۸۰ تأسیس شد.